# Манфред Вольке
Манфред Вольке (нім. Manfred Wolke; 14 січня 1943 — 29 травня 2024) — німецький боксер, виступав за збірну НДР, олімпійський чемпіон 1968 року.

## Аматорська кар'єра
Олімпійські ігри 1968 
- 1/16 фіналу. Переміг Андреаса Моліну (Куба) 4-1
- 1/8 фіналу. Переміг Експедіто Аленцара (Бразилія) 5-0
- 1/4 фіналу. Переміг Целаля Сандала (Туреччина) 4-1
- 1/2 фіналу. Переміг Володимира Мусалімова (СРСР) 3-2
- Фінал. Переміг Джозефа Бессалу (Камерун) 4-1

Олімпійські ігри 1972 
- 1/16 фіналу. Переміг Панайотіса Теріаноса (Греція) 4-1
- 1/8 фіналу. Програв Еміліо Корреї (Куба) KO